# مو زی

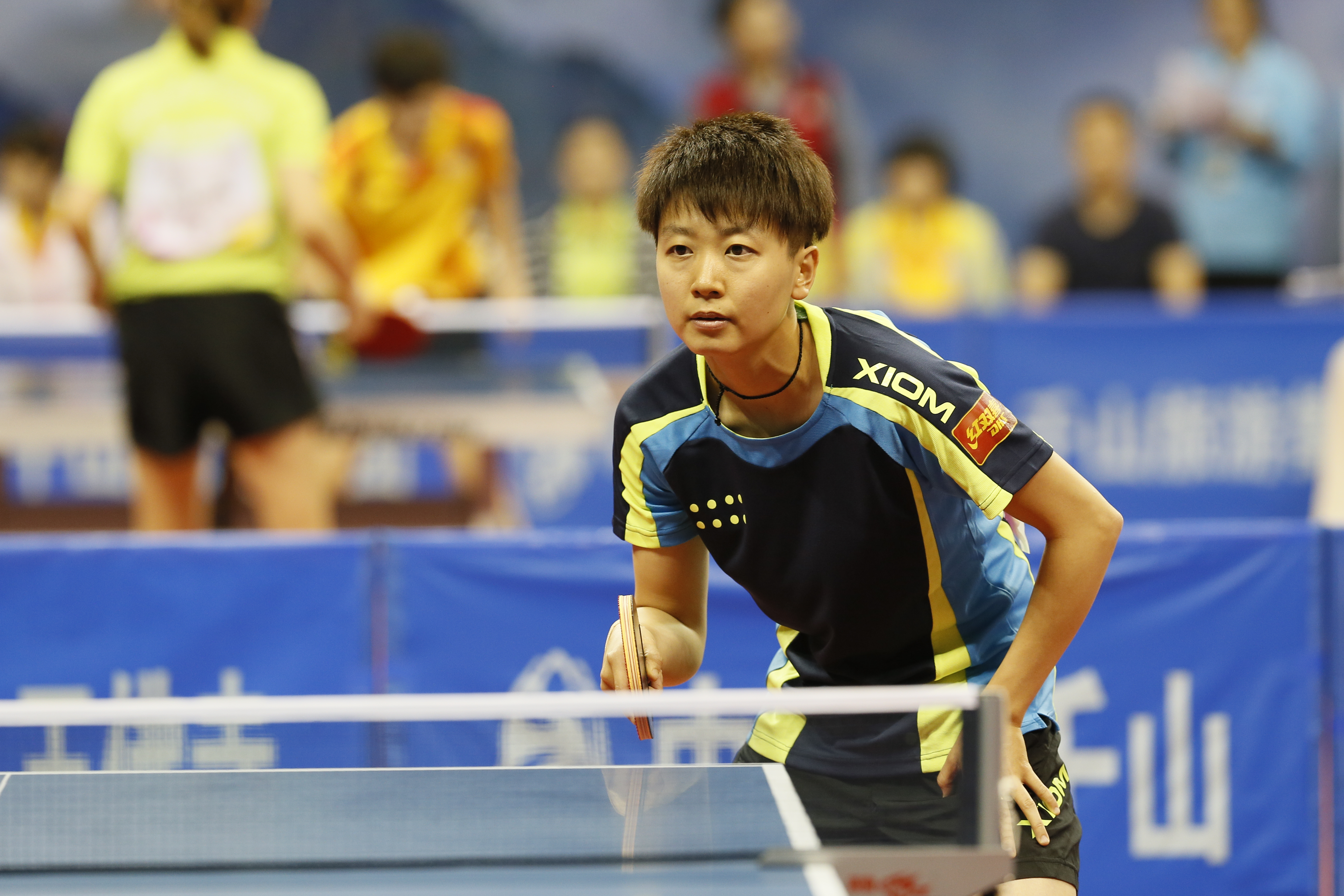
مو زی در سال ۲۰۱۶

مو زی (انگلیسی: Mu Zi؛ زادهٔ ۹ ژانویهٔ ۱۹۸۹) بازیکن تنیس روی میز اهل جمهوری خلق چین است. 
او در مسابقات کشوری و بین‌المللی در مجموع برنده ۲ مدال نقره، ۱ مدال برنز شده‌است.